# Pitcairnia subfuscopetala
Pitcairnia subfuscopetala là một loài thực vật có hoa trong họ Bromeliaceae. Loài này được Rauh & Hebding miêu tả khoa học đầu tiên năm 1990.